# Tetrapleura
Tetrapleura es un género de planta perteneciente a la familia de las fabáceas.  Comprende 7 especies descritas y de estas, solo 2 aceptadas.

## Taxonomía
El género fue descrito por George Bentham  y publicado en Journal of Botany, being a second series of the Botanical Miscellany 4: 345. 1841. La especie tipo es  Tetrapleura tetraptera (Schum. & Thonn.) Taub.

## Especies aceptadas
A continuación se brinda un listado de las especies del género Tetrapleura aceptadas hasta agosto de 2012, ordenadas alfabéticamente. Para cada una se indica el nombre binomial seguido del autor, abreviado según las convenciones y usos.
- Tetrapleura chevalieri (Harms) Baker f.
- Tetrapleura tetraptera (Schum. & Thonn.) Taub.